# Carlo Azeglio Ciampi
Carlo Azeglio Ciampi (italienskt uttal: [ˈkarlo adˈdzeʎʎo ˈtʃampi] ( lyssna), född 9 december 1920 i Livorno, Toscana, död 16 september 2016 i Rom, var en italiensk politiker. 
Han var Italiens premiärminister från 1993 till 1994, Italiens president från 1999 till 2006, och därefter livstidssenator.

## Biografi
Ciampi arbetade tidigare vid Banca d’Italia, Italiens centralbank, på olika poster. 1993–1994 ledde han en övergångsregering och var Italiens finansminister 1996–1999.